# Génération.s
Génération·s : le mouvement commun (zkráceno a stylizováno jako G·s či Génération.s) je francouzská levicová politická strana, kterou založil dne 11. července 2017 Benoît Hamon ze Socialistické strany.
Byla založena původně pod názvem Mouvement du 1er Juillet (tj. hnutí 1. července) po historicky nejnižších výsledcích Socialistické strany v prezidentských volbách v roce 2017, kdy byl kandidátem socialistů Benoît Hamon, a po parlamentních volbách. Svůj současný název nese od 2. prosince 2017.